# Erannis pallida
Erannis pallida är en fjärilsart som beskrevs av Barend J. Lempke 1952. Erannis pallida ingår i släktet Erannis och familjen mätare. Inga underarter finns listade i Catalogue of Life.